# Говард, Джордж, 7-й граф Карлайл
Джордж Уильям Фредерик Говард, 7-й граф Карлайл (англ. George William Frederick Howard, 7th Earl of Carlisle; 1802—1864) — британский политик, писатель

 и поэт, лорд Морпет.
Член Лондонского королевского общества (1847).

## Биография
Джордж Уильям Говард родился 18 апреля 1802 года в Лондоне в боро Вестминстер; представитель старинного графского рода, старший сын Джорджа Говарда, 6-го графа Карлайл и Джорджианы Говард. У него было 11 братьев и сестёр. Получил образование в Крайст-черч и Итонском колледже.
Приобрел в Ирландии большую популярность в качестве шеф-секретаря по ирландским делам в министерстве Уильяма Лэма, виконта Мельбурна (1835—1841).
С 1855 по 1858 год и с 1859 по 1864 год был лордом-лейтенантом Ирландии. 
Согласно Большой советской энциклопедии, Джордж Уильям Говард, 7-й граф Карлайл «первый среди вигских аристократов, занимавших официальные посты, выступил в поддержку Лиги против хлебных законов». 

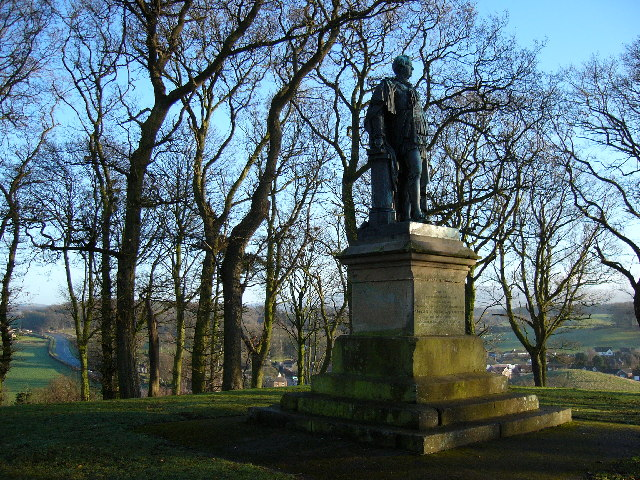
Памятник графу Карлайлу в Камбрии

Граф Карлайл сумел сделать себе имя и на литературном поприще, как поэт он даже получил награду за латинское стихотворение «Пестум». Поэзией он занимался на протяжении практически всей своей сознательной жизни; многие годы вёл переписку и обменивался сонетами с английским поэтом-романтиком Уильямом Вордсвортом.
Среди изданным графом Карлайлом трудов наиболее известны следующие произведения: «A diary in Turkish and Greek waters» (1854) и большую поэму «The second vision of Daniel» (Лондон, 1858). После его смерти изданы его «Vice-regal speeches and addresses, lectures and poems» (Дублин, 1866).
Джордж Уильям Говард, 7-й граф Карлайл умер 5 декабря 1864 года в Замке Говард в Северном Йоркшире, в 25 километрах к северу от Йорка и был похоронен в семейном мавзолее. Его место в семейной иерархии занял младший брат Уильям Джордж Говард, который стал 8-м графом Карлайл.
Его заслуги перед отечеством были отмечены высшим рыцарским орденом Подвязки.